# Яраг-Казмаляр
Яраг-Казмаляр (лезг. Ярагъ Къазмаяр) — село в Магарамкентском районе Республики Дагестан.
Образует сельское поселение село Яраг-Казмаляр как единственный населённый пункт в его составе.

## География
Село расположено на границе Дагестана и Азербайджана на северном побережье Самура. Оно является последним населённым пунктом по федеральной трассе Кавказ.

## История
Основной частью населения Яраг-Казмаляра являются выходцы из ныне покинутого селения Юхари-Яраг (Верхний Яраг). Село было расположено на территории Кюры в 78 километрах от Дербента и недалеко от Касумкента. Яраг располагался на юго-восточном склоне лесистого холма. Ввиду того, что село имело благоприятное географическое расположение, оно, как и Касумкент, занимало центральное положение в экономической, культурной и политической жизни кюринцев. По воскресеньям из различных торговых центров Восточного Кавказа (Ахты, Кураха, Дербента, Кубы и других) на ярагский базар приезжали купцы. Ярагцы торговали древесным углем, дровами, зерном, фруктами и так далее. Женщины занимались домашним хозяйством, ткали пестрые паласы и хурджины.
К началу XX века в долине Самура в местности Аран у ярагцев были зимние пастбища. Во время зимовья ярагцы жили во времянках «казмаяр» (лезг. къазмаяр) Вот что об этом пишет С. О. Хан-Магомедов в своей работе «Народное жилище Южного Дагестана»:
«Первое время казмаляры… представляли собой только „зимовники“ и земли вокруг них использовались лишь под пастбища. Позднее на казмалярах появляется земледелие. Большинство семей сначала вело два хозяйства в основном ауле и на казмалярах, однако постепенно часть населения оседала в казмалярах на постоянное жительство. Так произошло и с Ярагом. На месте бывших „къазмаяр“ образовалось село Ярагказмаляр. Большинство жителей Ярага (причем обоих сел Вини-Яраг и Ага-Яраг) в большинстве своем переселились в новое село. Некоторые Ярагцы осели в близлежащих селах Целягюн, Магарамкент и др.».
Ко времени установления советской власти (1921—1924 год) в селе были свое медресе, четыре магазина и мельница.
В 1928 году бурные воды Самура затопили село. Ярагцам пришлось в третий раз менять место жительства чуть выше. На новом месте был организован колхоз «Бахар» (лезг. Багьар), построили новую школу. В 35-м году в колхозе построили свою ГЭС.
В годы Великой Отечественной войны более 80 ярагцев погибли на полях сражений. В 1963 году на месте колхоза «Бахар» был организован совхоз.
Село постепенно расширялось. Из Рутульского района сюда были переселены жители села Иче. Возле села имеются родники, которые обеспечивают водой жителей села. Село газифицировано, улицы покрыты асфальтом. Ярагцы разбросаны по всей России. Среди них есть врачи, ученые, строители, банкиры, журналисты.

## Население
| 1926  | 1939  | 1970  | 1989  | 2002  | 2010  | 2012  |
| ----- | ----- | ----- | ----- | ----- | ----- | ----- |
| 390   | ↘379  | ↗1174 | ↗1405 | ↗2846 | ↗2983 | ↗2989 |
| 2013  | 2014  | 2015  | 2016  | 2017  | 2018  | 2019  |
| ↘2980 | ↘2967 | ↗2969 | ↘2955 | ↘2939 | →2939 | ↗2952 |
| 2020  | 2021  | 2023  | 2024  | 2025  |       |       |
| ↗2954 | ↘2363 | →2363 | ↘2349 | ↘2339 |       |       |

## Экономика
В селе имеется два завода:
1. Асфальто-бетонный завод ООО «Югагропромдорстрой»;
2. Консервный завод.

## Таможенный пункт
Возле села с 1996 года находится 8-я пограничная застава Дербентского пограничного отряда, самый крупный погранично-пропускной пункт на границе между Азербайджаном и Россией — «Яраг-Казмаляр-Самур». На пункте пропуска присутствует 6 полос для движения грузового транспорта.